# 中山縣
中山縣是中国历史上的一个县，原隸廣東省，乃今廣東省中山市及珠海市的前身，存在于1925年至1983年，主要范围包括今广东省中山市、珠海市。

## 歷史

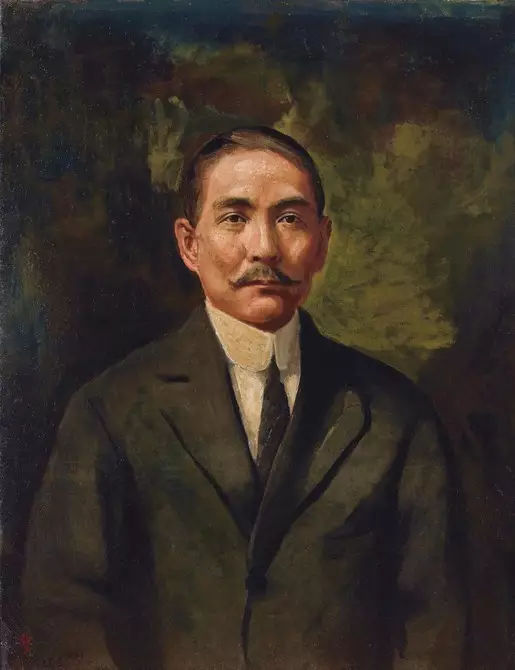
《孫中山像》 1921年 李鐵夫 畫布油畫 93×71.7cm

中山縣始置於1925年因中華民國首任臨時大總統孫中山逝世。當時位於廣州的中華民國陸海軍大元帥府為紀念孫中山，決定將孫中山的故鄉香山縣易名為中山縣，地理範圍承襲自香山縣。抗日战争爆发以后，1937年7月，日军陆续侵占中山县境内的一些沿海岛屿。1940年3月5日，日军藤井兵团动用1万兵力入侵中山，3月15日全县大部分地区沦陷。1942年4月，中国共产党在五桂山成立了抗日游击队，这支队伍和国军剩余的一些部队，共同开展敌后游击战争。1945年1月15日，中共的华南人民抗日游击队珠江纵队在五桂山古氏宗祠成立。1945年8月15日，日本宣布无条件投降，中山随之光复。
1945年11月至1948年秋的第二次国共内战期间，中山县的国军曾4次发动对五桂山、凤凰山一带中共武装组织的进攻。1949年10月30日，中国人民解放军两广纵队攻下中山县城石岐，国军溃败，自此，中山县归属中国共产党创立的中华人民共和国政府管理。
中华人民共和国建国后，中山县曾分别归属珠江专区、粤中行政区、佛山专区、佛山地区、佛山市管辖。1952年和1965年分别从中山县划出渔民县（即后来的珠海县）和斗门县，后又陆续划出部分地方归番禺县、顺德县、新会县，中山的面积减少了43%。1953年改石岐镇为石岐市，1959年石岐市并入中山县。1979年开始，中山实行改革开放政策，采用的形式主要有“三来一补”和与外商合资，1980年开业的中山温泉宾馆是全广东首家引进外资办起的宾馆。经过数年的发展，经济有了长足进步，1983年12月经中国国务院批准，中山撤县置市，为县级市，由佛山市代管。1988年1月升格为地级市。

## 著名人物
- 孫文： 中華民國國父
- 葉宋曼瑛教授（Professor Man-Ying Ip)
- 陳溢晃： 香港文史工作者
- 陳敬創： 香港傳媒人

## 相關
- 香山島
- 香山縣